# عبد الرحمن بن محمد سليمان الخليفي
عبد الرحمن بن محمد سليمان الخليفي سياسي ودبلوماسي قطري ولد عام 1954م متزوج وله ولدان وأربعة بنات، التحق بالعمل الدبلوماسي في وزارة الخارجية عام 1980م، بعد ان تخرج من الولايات المتحدة الأمريكية وعمل في السلك الدبلوماسي لفترة طويلة إكتسب خلالها خبرات عديدة فحصل على عدد من الترقيات، فتحصل على درجة سفير وأصبح سفيرا لدولة قطر في عدد من الدول وهو السفير الحالي لدولة قطر لدى مملكة بلجيكا- بروكسيل، كما وشارك في العديد من المؤتمرات الإقليمية والدولية.

## المؤهلات العلمية
بكالوريوس علوم سياسية، جامعة ميتشيجان المركزية عام 1980م - الولايات المتحدة الأمريكية.

### اللغات
- اللغة العربية - اللغة الأمّ.
- اللغة الإنجليزية - إجادة تامّة.
- اللغة الفرنسية - إجادة تامّة.
- اللغة الألمانية – أساسيات.

## الخبرة العملية
- التحق بالعمل بوزارة الخارجية بوظيفة سكرتير ثالث بتاريخ 1980/06/25م.
- عمل بسفارة دولة قطر في باريس خلال الفترة من 1980/11/04م إلى 1986/10/06م.
- عمل بالوفد الدائم لدولة قطر في نيويورك خلال الفترة من 1989/03/07م إلى 1991/08/14م.
- عمل بديوان عام الوزارة خلال الفترة من 1991/08/15م إلى 1993/08/05م.
- سفير لدولة قطر في بكين خلال الفترة من 1993/08/06م إلى 1995/09/15م.
- سفير لدولة قطر في باريس خلال الفترة من 1995/10/24م إلى 2000/06/23م.
- سفيراً غير مقيم لدولة قطر لدى الاتحاد السويسري خلال الفترة من 1997 إلى 2000م.
- سفيراً غير مقيم لدولة قطر لدى جمهورية اليونان خلال الفترة من 1998م إلى 2000م.
- عمل مديرا لإدارة الشؤون الآسيوية والإفريقية خلال الفترة من 2000/08/21م إلى 2009/09/28م.
- سفيراً لدولة قطر في جمهورية ألمانيا الاتحادية اعتبارا من 2009/10/05م إلى 2016/12/14م.
- سفيراً فوق العادة مفوّضا لدولة قطر لدى مملكة بلجيكا بتاريخ 2017/01/13م.

## الأوسمة
- وسام الاستحقاق الوطني برتبة ضابط من الرئيس الفرنسي فرنسوا ميتران في 1986/05/21م.
- وسام الاستحقاق الوطني برتبة ضابط عظيم من الرئيس الفرنسي جاك شيراك في 2000/08/01م.
- منحه الرئيس يواخيم جاوك رئيس جمهورية ألمانيا الاتحادية، وسام الاستحقاق الألماني الأعلى لجهوده في تعزيز العلاقات بين البلدين، وذلك بمناسبة انتهاء فترة عمله. بتاريخ 2016/12/31.[1]